# BitComet
BitComet (verze 0.11 do 0.37 měly jméno SimpleBT klient) je název počítačového programu. Používán je jako cross-klient protokolů BitTorrent, HTTP a FTP. Je napsán v jazyce C++ pro Microsoft Windows a je přeložen do 52 různých jazyků. První veřejná verze byla 0.28. Současné logo programu BitComet začalo být používáno od verze 0.50.

## Funkce
BitComet je multivláknová a multiprotokolová aplikace, která používá hybridní stahovací manažer na sdílení souborů přes který se připojí pomocí peer-to-peer do sítě BitTorrent. Podporuje také simultánní stahování. Chcete-li dokončit určité stahování, můžete si vybrat určité části souborů z mnoha zdrojů v různých P2P sítích a protokolů klient–server.
Hlavní funkce BitCometu patří vestavěné okno aplikace Internet Explorer umožňující uživatelům vyhledávat torrenty. Spolu s funkcemi typickými současných BitTorrent klientů, BitComet také podporuje následující funkce: UPnP konfiguraci brány, plánování šířky pásma, Webseeding, výběr pouze určitých souborů ke stažení uvnitř balíku torrentu, funkce NAT (odstraněna ve verzi 1.03), Peer Exchange (u starší verze  se používal proprietární protokol a začínal ve verzi 1.19 také pomocí rozšíření protokolu, provádění PEX mechanismu, který je kompatibilní s μTorrent / Mainline a PEX), počáteční Seed (Super-Seeding) a Magnetické odkazy.
Při stahování v programu BitComet, Vám program dává možnost upřednostnit první a poslední části mediálních souborů. Takže částečně stažené soubory mohou být použity k částečnému náhledu/přehrání ještě před jejich úplným stažením.
Program také obsahuje funkci „Náhled při stahování“ (Preview Download Mode), ve kterém jsou části torrent souboru stahovány postupně od začátku. Tím umožňuje uživateli přehrávat multimediální soubory při stahování (za předpokladu, že rychlost stahování a dostupnost udrží náskok před přehráváním).
Pomocí funkce sdílení torrentu, BitComet také umožňuje uživatelům sdílet své soubory s koncovkou .torrent na prohledávatelné P2P síti s ostatními uživateli.
Toto umožňovala funkce „Torrent Share“, která byla později přejmenována na „Torrent Exchange“ od verze 1.17. BitComet používá funkci Kademlia (mainline) k přístupu na DHT, i když  tracker je v režimu offline. BitComet je schopen stahovat soubory přes HTTP a FTP, stejně jako BitTorrent. To také zahrnuje stahování pluginů pro Firefox, Internet Explorer a Maxthon.
Volitelný plugin je k dispozici k připojení v síti eD2K. Plugin je upravená verze programu GPL eMule. Po instalaci se automaticky připojí k serveru.
Adobe Flash obsahuje aplikaci pro přehrávání Adobe Flash video souborů (FLV a SWF souborů).

### Volitelný samostatný software
Na oficiálních stránkách BitComet.com je k dispozici ke stažení BitTorrent tracker. Program pro přehrávání FLV může být také stažen samostatně a může být používán nezávisle na programu BitComet.

#### Vyhledávač
Vyhledávací siť je google.atcomet.net

## Diskuse a kritika

### Hash reporting
Od verze 0.86 BitComet zahrnuje diskuzi a funkce sledování statistik, které odesílají informace o torrentech na servery Bitcomet.com, včetně torrent hashe.

### Rozšíření DHT
Během verze 0.60, BitComet obdržel špatnou publicitu, kvůli jeho implementaci funkce DHT (což byla v té době novinka).Tato funkce mohla být zneužita tak, že nebude respektovat nastavení soukromé vlajky trackeru. To zabránilo uživatelům ve stahování a nahrávání poměru omezení, které jsou společné na soukromých trackerech. Některé soukromé trackery na toto reagovaly blacklistem (černá listina) od verze 0.60. BitComet developer RnySmile vrátil klienta zpět na verzi 0.59 v reakci na blacklist.
Využití DHT bylo vyřešeno ve verzi 0.61

### Padding soubory
(padding = vycpávka, výplň)
Od verze 0.85 (začátek roku 2007) BitComet přidal nestandardní možnost výrobcům torrentu, která zajišťuje, že žádné dva datové soubory v multi-torrentu nemohou zabírat stejnou část souboru v BitTorrentu. K dosažení tohoto cíle BitComet zahrnuje torrent prázdných "padding" souborů, které sdílí zbytek každého souboru posledního "kusu". I když jsou tyto soubory pro uživatele neviditelné, poškozují výkon ostatních BitComet klientů. Protože vrstevníci musí věnovat zdroje a šířku pásma pro "padding" soubory, bez přínosu pro non-BitComet uživatele. Tyto soubory mohou tvořit až 10% z celkového počtu přenášených dat, což vytváří značný odliv na roje. Vývojáři BitCometu tuto funkci umožňující podporu nazvanou Long-Term Seed, ve které klienti BitCometu mohou stahovat soubory přidané z dalších klientů BitCometu, které mají stejný soubor, ale ne ze stejného torrentu. To také umožňuje stahování jednotlivých souborů z jiných zdrojů mimo torrent jako jsou ED2K odkazy. Přidání souboru padding zajišťuje, že kompletní verze souboru lze získat spíše, než dokončení příslušného souboru posledního "kusu"
Od verze 0.85 je tvorba padding souborů ve výchozím nastavení.

### Platnost kritiky
V červenci roku 2007, Robb Topolski, sám sebe zvaný jako "síťový a protokolový expert" provedl nezávislou analýzu většiny obvinění vznášených proti BitCometu včetně využívání DHT a Super-seedingu (kontroverze je uvedena výše). Našel všechny, ale jeden z nároků byl nepravdivý, nebo neověřitelný. Zjistil, že BitComet není škodlivý ani se zlými úmysly stahování nebo nahrávání rychlostí BitTorrentu rojem nebo trackerem.
Z testů Topolskieho vyplynulo, že BitComet nedělá dostatečnou kontrolu slotů při nahrávání. Pouze tehdy, když BitComet zpočátku seeduje torrent. To znamená, když BitComet je jediný seeder peerů v roji, tak inklinuje k seedu méně efektivně, než další dva testované klienty. Topolski také tvrdí, že když BitComet není jediným seedovací peer v roji, nebo když se jedná o neseedovací peer, řízení nahrávacího slotu je zvládnuta mimořádně dobře.

### FileHippo diskuse
Síť FileHippo přestala přinášet nové verze BitCometu ke stažení od dubna roku 2008, s tímto oznámením:
"V dubnu 2008 stránka FileHippo již nebude aktualizovat program BitComet. Od doby co zkopírovali textové stránky sítě FileHippo, soubory, obrázky a automatickou kontrolu, předávají jej dále jako své originální dílo. Doporučujeme Vám použít jiný z mnoha seriózních torrent klientů, jako je uTorrent."

To se stalo poté, co si FileHippo údajně všimli, že design a kód stránek AppHit.com byl velmi podobný s tím, který byl použit FileHippo. To učinil zkopírováním nejen ikon, ale i textu z webových stránek FileHippo a jejich vlastní původní aktualizace softwaru pro kontrolu FileHippo.
Vzhledem k tomu, že AppHit a BitComet byly smluvní partneři, FileHippo se rozhodl přestat podporovat BitComet. BitComet od té doby ukončil partnerství a do roku 2015 FileHippo zpřístupnil BitComet k dispozici ještě jednou.

### Torrent formát souboru
Podle oficiální specifikace BitTorrent, "všechny řetězce v .torrent souboru, který obsahuje text musí být kódován v UTF-8". Při generování torrentů v jiné znakové sadě, než je latinka (např. čínština a japonština), bylo ve verzi BitCometu 1.20 pro čínsko-japonské znaky v názvech souborů a cest použito kódování Windows. Verze UTF-8 byla uložena v nestandardním atributu. Formát torrentu BitComet odpovídá standardu počínaje březnem 2010 kdy byla vydaná verze 1.20.